# Kostel község
Kostel község (szlovénül: Občina Kostel) Szlovénia 212 alapfokú közigazgatási egységének, azaz községének egyike a Délkelet-Szlovénia statisztikai régióban. A község központja Vas település. A község a történelmi Alsó-Krajna régió része, Horvátországgal határos.

## A község (járás) települései
A községhez Vas székhelyen kívül a következő települések tartoznak:
- Ajbelj
- Banja Loka
- Briga
- Brsnik
- Colnarji
- Delač
- Dolenja Žaga
- Dolenji Potok
- Dren
- Drežnik
- Fara
- Gladloka
- Gorenja Žaga
- Gorenji Potok
- Gotenc
- Grgelj
- Grivac
- Hrib pri Fari
- Jakšiči
- Jesenov Vrt
- Kaptol
- Kostel
- Krkovo nad Faro
- Kuželič
- Kuželj
- Laze pri Kostelu
- Lipovec pri Kostelu
- Mavrc
- Nova Sela
- Oskrt
- Padovo pri Fari
- Petrina
- Pirče
- Planina
- Poden
- Podstene pri Kostelu
- Potok
- Puc
- Rajšele
- Rake
- Sapnik
- Selo pri Kostelu
- Slavski Laz
- Srednji Potok
- Srobotnik ob Kolpi
- Štajer
- Stelnik
- Stružnica
- Suhor
- Tišenpolj
- Vimolj
- Vrh pri Fari
- Zapuže pri Kostelu

## Népesség
| Lakosok száma | 650  | 647  | 651  | 642  | 650  | 643  | 639  | 637  | 643  | 674  |
|               | 2008 | 2009 | 2011 | 2012 | 2013 | 2015 | 2016 | 2017 | 2019 | 2020 |